# 潮干町
潮干町（しおひちょう）は、愛知県半田市の地名。

## 地理
半田市東部に位置する。東から北は知多湾（衣浦湾）、西は亀崎町、南は日東町に接する。

## 歴史

### 沿革
- 1978年（昭和53年） - 干拓工事が開始[2]。
- 1985年（昭和60年） - 公有水面埋立地に半田市潮干町が起立[2]。

## 施設
- 潮風の丘緑地
- 亀崎埠頭

### WEB
1. ↑  “愛知県半田市の町丁・字一覧”.   人口統計ラボ. 2023年11月25日閲覧。
2. ↑  総務省統計局 (2022年2月10日). “令和2年国勢調査の調査結果(e-Stat) - 男女別人口，外国人人口及び世帯数－町丁・字等” (CSV). 2023年8月2日閲覧。
3. ↑  “愛知県半田市の郵便番号一覧”.   日本郵便. 2023年11月25日閲覧。
4. ↑  “市外局番の一覧” (PDF).   総務省 (2022年3月1日). 2022年3月22日閲覧。

### 書籍
1. 1 2  「角川日本地名大辞典」編纂委員会 1989, p. 1819.
2. 1 2  「角川日本地名大辞典」編纂委員会 1989, p. 626.